# Meißnischer Kreis

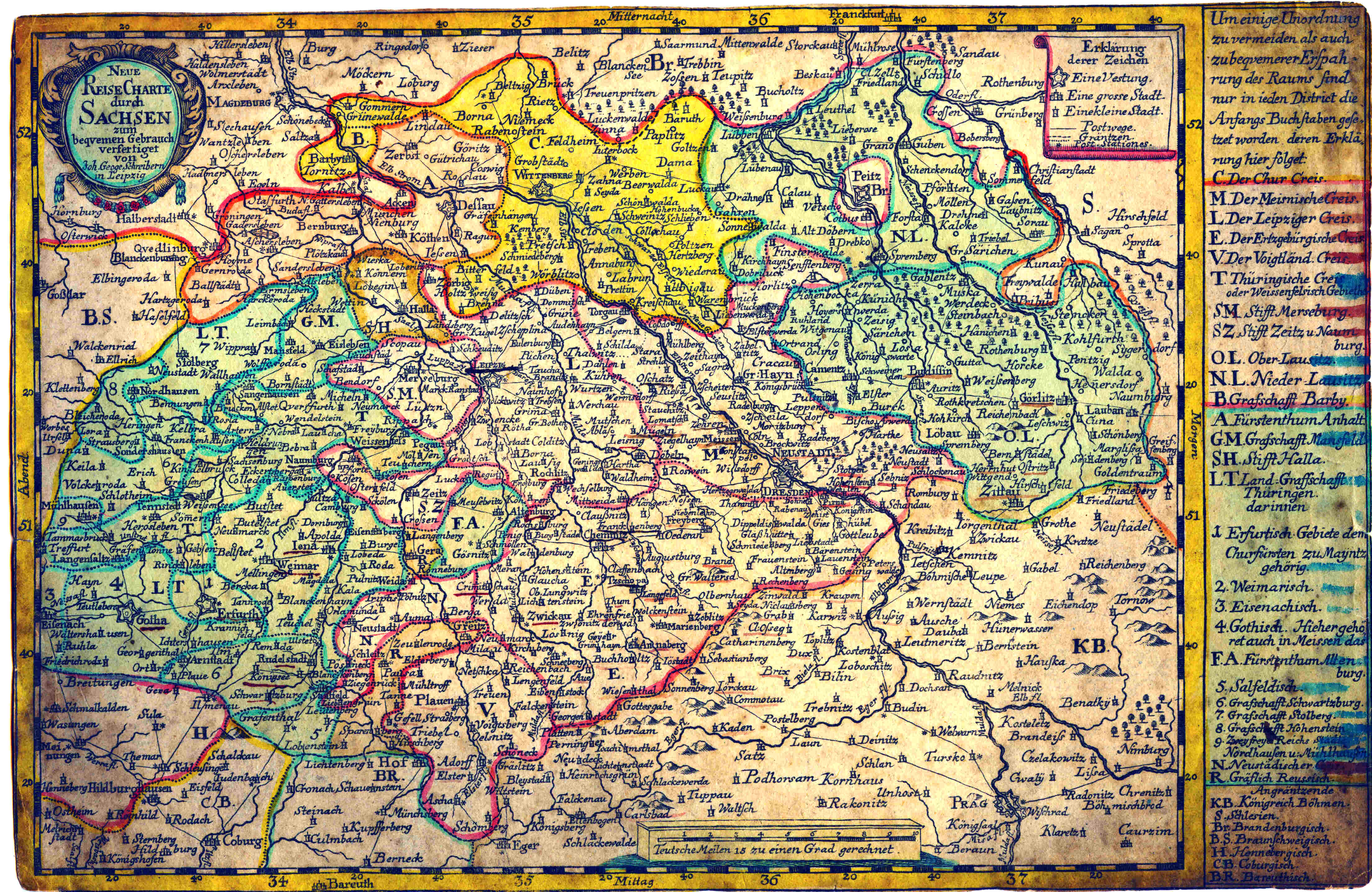
Die Kreise Kursachsens im 18. Jahrhundert nach Schreiber

Der Meißnische Kreis war ein historisches Territorium des 1806 in ein Königreich umgewandelten Kurfürstentum Sachsen, welches im Wesentlichen aus dem östlichen Teil des ehemaligen albertinischen Herzogtums besteht.

## Geographische Ausdehnung

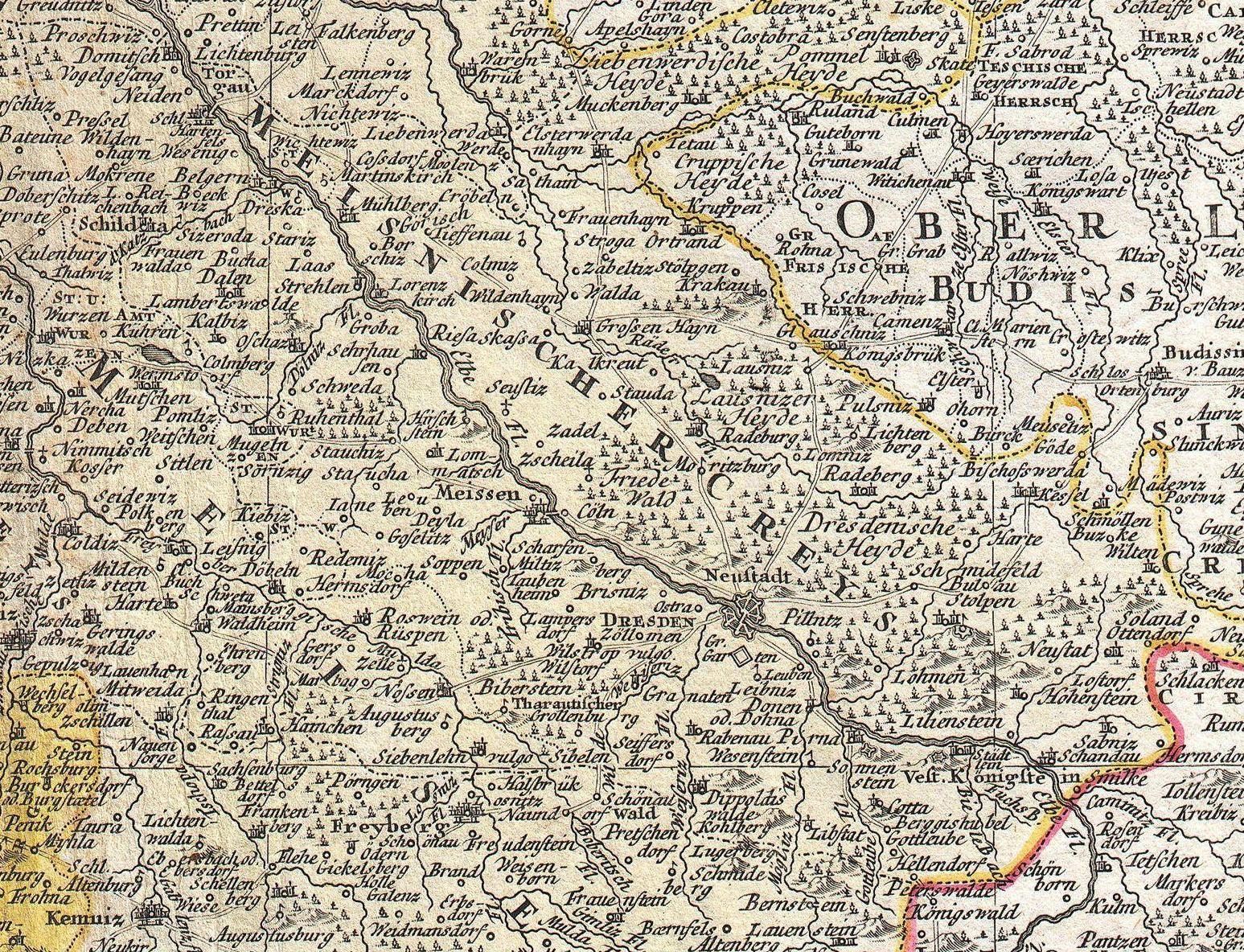
Meißnischer Kreis in einer Karte Sachsens von Homanns Erben, 1757 (Ausschnitt)

Das Gebiet des Meißnischen Kreises umfasste das sächsische Elbtal vom  Elbsandsteingebirge bis in die Gegend von Torgau. Landschaften im Kreis sind u. a. ein Teil des Osterzgebirges, die Lommatzscher Pflege, die Dahlener Heide, die Großenhainer Pflege und die heutige Sächsische Schweiz. Der Nordostteil des Kreises liegt heute im Land Brandenburg.
Bedeutende Orte des Kreises waren u. a. Meißen, Dresden, Pirna, Großenhain und Torgau. Durch den Kreis floss die Elbe und ihre Zuflüsse Gottleuba, Müglitz, Weißeritz, Wesenitz. Weitere Flüsse im Kreisgebiet waren die Große Röder und die Schwarze Elster.

## Angrenzende Gebiete
| Leipziger Kreis Stiftsamt Wurzen | Kurkreis                                    | Markgraftum Niederlausitz |
| Leipziger Kreis                  | Kompassrose, die auf Nachbargemeinden zeigt | Markgraftum Oberlausitz   |
| Erzgebirgischer Kreis            | Königreich Böhmen                           |                           |

## Geschichte
Der Kreis entstand mit Erlass der Kanzleiordnung von Kurfürst Moritz am 5. August 1547. Oberster Repräsentant des Kreises war ein Oberhauptmann, später auch Kreishauptmann genannt. Ihm oblag die Kontrolle der Einnahmen und Ausgaben aller ihm unterstellten Ämter, die Aufsicht über die Beamten und das Straßenwesen. Das Gebiet des Erzgebirgischen Kreises wurde erst 1691 aus dem vergleichsweise großen Meißnischen Kreis herausgelöst. 1815 musste ein Teil des Kreises an das Königreich Preußen abgetreten werden. 1835 übernahm die Kreisdirektion Dresden die Rechtsnachfolge der Kreishauptmannschaft Meißen.

## Ämter
| Amt                   | Anmerkungen                                             |
| --------------------- | ------------------------------------------------------- |
| Kreisamt Meißen       | mit 324 Dörfern                                         |
| Prokuraturamt Meißen  | mit 35 Dörfern, darunter die Tafelgüter des Bischofs    |
| Stiftsamt Meißen      | mit 22 Dörfern, dem Besitz des Domkapitels              |
| Schulamt Meißen       | mit 22 Dörfern, zum Unterhalt der Landesschule St. Afra |
| Amt Torgau            | mit dem Amt Belgern                                     |
| Oberamt Dresden       | (143 Dörfer)                                            |
| Amt Stolpen           | 70 Dörfer                                               |
| Amt Hayn (Großenhain) |                                                         |
| Amt Zabeltitz         | Karte des Amts Zabeltitz                                |
| Amt Dippoldiswalde    |                                                         |
| Amt Pirna             |                                                         |
| Amt Hohnstein         | mit Amt Lohmen                                          |
| Amt Radeberg          | mit Amt Laußnitz                                        |
| Amt Moritzburg        |                                                         |
| Amt Senftenberg       |                                                         |
| Amt Finsterwalde      | 1656/57 bis 1738 beim Herzogtum Sachsen-Merseburg       |
| Amt Mühlberg          |                                                         |
| Amt Oschatz           |                                                         |
| Amt Zadel             |                                                         |

## Oberhauptmann
- Ernst von Miltitz († 1555)